# Cenizas del paraíso
Cenizas del paraíso è  un film argentino del 1997 diretto da Marcelo Piñeyro, che ne curò la sceneggiatura insieme ad Aída Bortnik.

## Trama
Il giudice di origini greche Costa Makantasis muore cadendo dal tetto del tribunale. Nella stessa notte, la giovane Ana Muro muore accoltellata e tutti e tre i figli del giudice Makantasis si autoaccusano dell'omicidio della ragazza, cercando di scagionare i fratelli.
La giudice incaricata del caso Muro, Beatriz Teller, si trova a dover dirimere una faccenda molto complicata, in quanto esistono delle prove contro tutti e tre i fratelli Makantasis. I ragazzi inoltre sostengono che la morte del padre non è avvenuta per suicidio e la pregano di indagare sulla vicenda, convinti che qualcuno abbia deliberatamente spinto l'uomo nel vuoto.
A questo punto, la storia si divide in quattro parti, venendo raccontata attraverso gli occhi dei tre fratelli e di Ana, ognuno per la propria versione dei fatti. Il collage dei frammenti porterà a comprendere la verità.

## Produzione
La sceneggiatura del film venne scritta dal regista insieme ad Aída Bortnik, con la quale aveva già collaborato nei suoi precedenti due lavori: Tango feroz: la leggenda di Tanguito e Caballos salvajes.
La pellicola, terzo lungometraggio di Piñeyro e primo di genere thriller, vide nel cast tre importanti protagonisti del cinema argentino come Héctor Alterio, Cecilia Roth e Leonardo Sbaraglia. Il regista descrisse il senso della storia affermando: "Da un gruppo familiare e dalla sua decomposizione ha voluto raccontare la decadenza della società. Abbiamo scelto il terreno della giustizia perché era una cosa monca, poiché cessa di funzionare come arbitro delle tensioni logiche che esistono in ogni società, perché è già parte di quel conflitto di tensioni".
Héctor Alterio commentò il lavoro sostenendo: "Succede qualcosa di molto particolare con i film di Marcelo. Al di là dell'intrattenimento, riesce a provocare un allarme nello spettatore, questa volta sulla corruzione", mentre Cecilia Roth affermò che il punto di forza della sceneggiatura fosse quello di mescolare la storia con una situazione politica.
Il film fu realizzato in un periodo di forte crisi dell'industria cinematografica nazionale, collocandosi nel contesto del Piano Federale per la Cultura voluto dall'allora Presidente dell'Argentina Carlos Saúl Menem, che comportò una serie di enormi tagli ai finanziamenti statali per il cinema.
Fu presentato in anteprima nel 1997 in occasione del Festival internazionale del cinema di Mar del Plata.
Le riprese si svolsero a Buenos Aires e, tra le varie location, vi fu il Palazzo di Giustizia. Il film cominciò ad essere girato nel mese di gennaio del 1997.

## Accoglienza
Il film ottenne riscontri positivi sia da parte della critica che da parte del pubblico.
Ángel Retamar di Cinemanía lo definì "Un thriller 'all'americana' con una trama complicata", mentre Gregorio Belinchón su El País ne parlò come di un "Thriller eccezionale che incolla lo spettatore alla sedia".
Secondo la studiosa Ana Forcinito, il film "articola una critica alla corruzione del sistema giudiziario e all'ingiustizia sociale del neoliberismo negli anni novanta" ma ne contestò l'ottica prettamente maschilista, affermando che "sebbene esponga chiaramente le norme patriarcali con cui Ana non solo viene giudicata, ma anche inquadrata visivamente, la giustizia si ferma quando si tratta di violenza di genere per rappresentare, invece, una tragedia politica, originata dalla corruzione e dall'assenza di legalità, e una tragedia familiare, originata dal sovvertimento femminile della norma di genere dominante e inquadrata nella narrazione di passioni sessuali e tradimenti".
Ottenne numerose nomination e vittorie in importanti rassegne cinematografiche, tra cui il Premio Goya per il miglior film straniero in lingua spagnola nell'edizione del 1998.
Venne inoltre selezionato per rappresentare l'Argentina agli Oscar del 1998, senza tuttavia riuscire ad ottenere la nomination.

## Riconoscimenti
- 1998 - Premio Goya
  - Candidatura al miglior film straniero in lingua spagnola

- 1997 - Festival Internacional del Nuevo Cine Latinoamericano de La Habana
  - OCIC Award a Marcelo Piñeyro
  - Miglior sceneggiatura a Marcelo Piñeyro e Aída Bortnik
  - Migliori musiche a Osvaldo Montes
  - Candidatura al premio del pubblico a Marcelo Piñeyro

- 1997 - Festival internazionale del cinema di San Sebastián
  - Candidatura alla Concha de Oro per il miglior film a Marcelo Piñeyro

- 1998 - Mostra de Cinema Llatinoamericà de Catalunya
  - Premio del pubblico a Marcelo Piñeyro

- 1998 - Condor d'argento
  - Migliore attrice non protagonista a Leticia Brédice
  - Candidatura al miglior film
  - Candidatura al miglior regista a Marcelo Piñeyro
  - Candidatura alla migliore sceneggiatura originale a Marcelo Piñeyro e Aída Bortnik
  - Candidatura al miglior attore a Héctor Alterio
  - Candidatura al miglior attore non protagonista a Daniel Kuzniecka
  - Candidatura alla migliore rivelazione maschile a Nicolás Abeles
  - Candidatura alla migliore fotografia a Alfredo Mayo
  - Candidatura al miglior montaggio a Juan Carlos Macías
  - Candidatura alle migliori musiche a Osvaldo Montes